# 哈姆湖 (明尼蘇達州)
哈姆湖（英語：Ham Lake）是一個位於美國明尼蘇達州安諾卡縣的城市。

## 人口
根據2020年美國人口普查的數據，哈姆湖的面積為92.88平方千米，當中陸地面積為89.13平方千米，而水域面積為3.75平方千米。當地共有人口16464人，而人口密度為每平方千米177人。